# LAG AI450
 (juin 2015).
Si vous disposez d'ouvrages ou d'articles de référence ou si vous connaissez des sites web de qualité traitant du thème abordé ici, merci de compléter l'article en donnant les références utiles à sa vérifiabilité et en les liant à la section « Notes et références ».
Le LAG AI450 est un autobus urbain au style aérodynamique produit par l'entreprise LAG (Lambert & Arnold Geusens) et motorisé par Volvo de 1983 à 1988.
Il succède au LAG AI300.

## Avant-projet
À l'origine, la carrosserie devait répondre à la carrosserie standard SNCV.
Néanmoins celle-ci diffère en quelques points, afin de lui donner une forme plus aérodynamique. Il s'agit notamment de la toiture qui est inclinée, de la partie frontale qui est arrondie et du pare-chocs avant en forme de spoiler. Lors de l'étude, d'autres modifications ont été apportées à cette carrosserie, dénommée Al 450, notamment un pare-brise plus grand et les boites à film frontale et latérale placées derrière les vitres.
Les études ont démontré que la forme aérodynamique de la face avant a entraîné une diminution du coefficient de pénétration dans l'air (Cx) de 36 %, tandis que l'adaptation d'une toiture en pente (l'arrière 20 cm plus haut que l'avant) a en plus entraîné une diminution supplémentaire du Cx de 9 %.
Ensemble, avec quelques modifications techniques apportées au moteur et à l'échelonnage des vitesses (programme économique pour l'échelonnement des vitesses et débrayage automatique lors du déplacement à faible vitesse), ont contribué à une diminution du coefficient Cx et ont également contribué à une diminution importante de la consommation.
Pour information : en 1982 les dépenses en combustible et en courant de traction pour l'ensemble du parc à véhicules SNCV a été de 872,1 millions (8,8 % des dépenses totales).

## Construction
Il s'agit ici d'une première; en effet pour cette série d'autobus, la carrosserie est entièrement en polyester renforcée par une ossature métallique; à noter que la toiture est moulée en une seule pièce, et est également en polyester.
Comme de coutume, les vitres latérales des autobus de la SNCV ne sont pas collées, mais placées dans le caoutchouc.
L'aménagement intérieur est identique aux séries précédentes avec 39 places assises et un plancher surbaissé.
Dans un but d'économie, différents éléments sont proposés en option, notamment portes banalisées, indicateur de route contrôlé électroniquement, armatures lumineuses sur toutes la longueur, etc.
La livraison du prototype, le 5971, est prévue pour mai/juin 1984, la série suivra de septembre 1984 à mai 1985.
Ce n'est qu'après la livraison de cette série SNCV que la carrosserie AI450 sera commercialisée, en remplacement du AI300.
Le AI450 sera également livrable sur d'autres châssis.

## Commercialisation

### En Belgique
En 1983, la SNCV a commandé 26 exemplaires sur châssis Volvo B10R. Ce fut la série 5971-5996.
Ces bus furent mis en service au groupe du Limbourg.
Lors de la régionalisation de 1991, ils furent repris par De Lijn. Leur carrière s'est terminée entre 2003 et 2006.

### Aux Pays-Bas

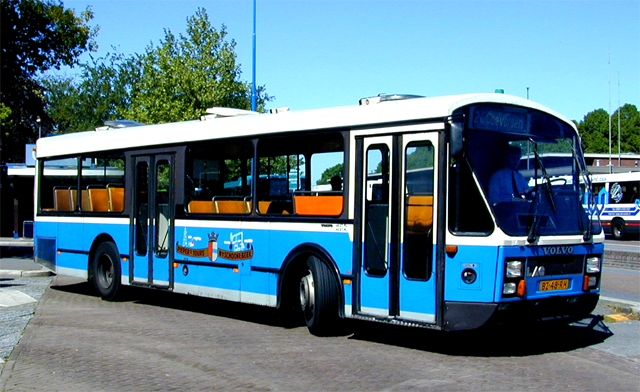
Le LAG AI450 de Pieper & Zonen.

La firme Pieper & Zonen de Nieuw-Schoonebeek a acquis un exemplaire, qui a porté le matricule 44.

### Tableau récapitulatif
| Lieux             | Exploitant                                       | Modèle | Nombre | Numéros de parc | Livraisons                       | Retraits de service                     | Observations - Particularités |
| ----------------- | ------------------------------------------------ | ------ | ------ | --------------- | -------------------------------- | --------------------------------------- | ----------------------------- |
| Limbourg          | SNCV Groupe du Limbourg VVM De Lijn (après 1991) | AI450  | 26     | 5971 - 5996     | 1983 1991 (transfert de la SNCV) | 1991 (transférés à De Lijn) 2003 - 2006 | Châssis Volvo B10R.           |
| Nieuw-Schoonebeek | Pieper & Zonen                                   | AI450  | 1      | 44              |                                  |                                         |                               |